# 11122 Eliscolombini
11122 Eliscolombini este un asteroid din centura principală de asteroizi.

## Descriere
11122 Eliscolombini este un asteroid din centura principală de asteroizi. A fost descoperit pe 13 septembrie 1996 la Observatorul San Vittore din Bologna. Asteroidul prezintă o orbită caracterizată de o semiaxă mare de 2,41 ua, o excentricitate de 0,15 și o înclinație de 1,6° în raport cu ecliptica.